# Aéroport de Minna
L'aéroport de Minna (code IATA : MXJ • code OACI : DNMN) est un aéroport desservant Minna, la capitale de l'État de Niger, au Nigéria. Il se situe à une dizaine de kilomètres au nord-ouest de la ville. 

## Compagnies et destinations
| Compagnies       | Destinations     |
| ---------------- | ---------------- |
| Overland Airways | Abuja-N. Azikiwe |